# Eric Campbell
Alfred Eric Campbell (Dunoon, 26 aprile 1879 – Los Angeles, 20 dicembre 1917) è stato un attore britannico dell'epoca del film muto, spalla di Charlie Chaplin nel ruolo del cattivo.

## Biografia
Eric Campbell, gigante buono (130 chilogrammi di peso per 2 metri di statura), nacque nella città di villeggiatura di Dunoon in Scozia, dove intraprese la carriera artistica interpretando in teatro diversi ruoli melodrammatici. In uno di questi fu notato dal famoso impresario teatrale Fred Karno (scopritore di altri talenti tra i quali Charlie Chaplin e Stan Laurel), rimasto favorevolmente impressionato dalla mole fisica e dal caldo e possente timbro baritonale della sua voce, che lo portò con sé a Londra facendone un protagonista delle proprie commedie slapstick.
Nel 1914 Campbell attraversò l'Atlantico approdando a New York, seguendo le orme dei suoi due compatrioti Chaplin e Laurel che lo avevano preceduto l'anno prima nella tournée con la compagnia di Karno.
Sul finire del 1915 Chaplin, già affermato e astro nascente della cinematografia, a New York per firmare il contratto con la nuova casa di produzione Mutual Film Corporation, riconobbe Campbell impegnato in una produzione di Broadway e gli propose di raggiungerlo ad Hollywood per unirsi alla sua troupe in allestimento. Per entrambi si rivelò una scelta fortunata e dalla quale scaturirono undici collaborazioni, tra le quali sicuramente alcuni capolavori rimasti nella storia del cinema.

Il primo film fu Charlot caporeparto del 1916, in cui Campbell recitava il ruolo del direttore disonesto del grande magazzino a cui sottrae gli incassi e nel quale delineò la peculiarità del proprio personaggio quale antagonista e cattivo, vessatore in tutti i modi possibili di Charlot. Si confermò nel secondo film Charlot pompiere, affinando le tecniche di sopraffazione. Esemplare fu il suo bullo in La strada della paura del 1917.

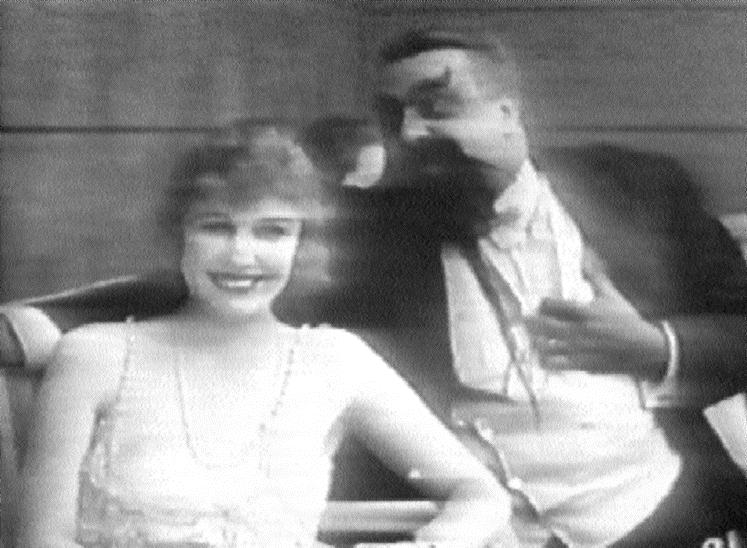
Eric Campbel e Edna Purviance in L'evaso

Mentre la carriera artistica di Campbell prendeva il volo, la sua vita privata veniva sconvolta: perse sua moglie, il 9 luglio 1917 a causa di un incidente automobilistico, ed egli stesso, con la figlia Una, rimase ferito in un incidente mentre, in auto, si recava a definire i particolari del funerale. Un mese dopo sposò Pearl Gilman al termine di un fidanzamento durato pochi giorni, con l'intenzione di andare in luna di miele ad Honolulu appena terminate le riprese de L'evaso. Solo un paio di settimane dopo il matrimonio, invece, la novella sposa si rivolse ad un legale per avviare le pratiche per il divorzio e la richiesta di alimenti, motivandole con la dedizione all'alcool e i maltrattamenti del marito.
Alla fine dello stesso anno scadeva il contratto di Chaplin con la Mutual, e il regista e attore britannico si apprestava a firmare il famoso contratto da 1 milione di dollari con la First National, progettando di portarsi al seguito la sua troupe, Campbell compreso. Nel frattempo, approfittando della momentanea pausa lavorativa, Chaplin concesse all'amica Mary Pickford il "prestito" temporaneo di Campbell, che entrò così a far parte del suo cast per la lavorazione di Amore d'artista (1918).
Secondo le cronache dell'epoca, Campbell, di ritorno da un party col cast del film, verso le 4 del mattino, ubriaco ed in compagnia di due ragazze, correndo a circa 100 chilometri orari con la propria macchina, in prossimità di un incrocio di Los Angeles perse il controllo del mezzo e si schiantò frontalmente con un altro veicolo, perdendo la vita sul colpo. Era il 20 dicembre 1917 ed Eric Campbell aveva trentotto anni.
Fu cremato, ma nessuno ne reclamò le ceneri; dovettero passare più di trent'anni perché fossero sepolte presso l'Angelus Rosedale Cemetery di Los Angeles, senza però che ne fosse segnalato il luogo specifico: una targa commemorativa affissavi da un cineasta inglese nel 1995 ne ricorda la memoria.

## Filmografia
- Charlot caporeparto (The Floorwalker), regia di Charlie Chaplin (1916)
- Charlot pompiere (The Fireman), regia di Charlie Chaplin (1916)
- Il vagabondo (The Vagabond), regia di Charlie Chaplin (1916)
- Il conte (The Count), regia di Charlie Chaplin (1916)
- Charlot usuraio (The Pawnshop), regia di Charlie Chaplin (1916)
- Charlot macchinista (Behind the Screen), regia di Charlie Chaplin (1916)
- Pattinaggio (The Rink), regia di Charlie Chaplin (1916)
- La strada della paura (Easy Street), regia di Charlie Chaplin (1917)
- La cura miracolosa (The Cure), regia di Charlie Chaplin (1917)
- Charlot emigrante (The Immigrant), regia di Charlie Chaplin (1917)
- L'evaso (The Adventurer), regia di Charlie Chaplin (1917)